# 1251 Hedera
1251 Hedera је астероид главног астероидног појаса са средњом удаљеношћу од Сунца која износи 2,719 астрономских јединица (АЈ).
Апсолутна магнитуда астероида је 10,50 а геометријски албедо 0,050.